# Alexandre Belliard
Pour les articles homonymes, voir Belliard.
Alexandre Belliard (né le 25 décembre 1976 à Montréal) est un auteur-compositeur-interprète québécois.
Il est le créateur du projet Légendes d'un peuple, dont l'objectif est de faire connaître l'Histoire de l'Amérique francophone en chansons.
Alexandre Belliard est né à Montréal en 1976, il a habité de nombreuses régions du Québec dont la Montérégie et le Saguenay, mais c’est en Montérégie , qu’il réside avec sa conjointe et leurs deux enfants depuis 2012.
Auteur-compositeur-interprète, chroniqueur, conférencier et poète, Alexandre Belliard se consacre depuis 2011 à découvrir et faire découvrir l’histoire et la culture de l’Amérique francophone. À travers son passage dans les écoles, les salles de concert ou des chroniques à saveur historique sur les ondes de Radio-Canada notamment, Alexandre s’efforce d’attiser auprès du plus large public, la fierté identitaire et le désir de mieux connaître cette extraordinaire épopée qu’est l’établissement des francophones en Amérique. Belliard s’est d’abord fait connaître en présentant trois albums folks (Piège à con, Demain… la peur, Des fantômes, des étoiles) et à travers les radios et des centaines de salles de concert entre 2005 et 2016. Il est également l’auteur d’un recueil de poésie paru aux éditions Poètes de Brousse en 2008.
En 2012, Belliard surprend en faisant paraître les deux premiers tomes de ses « Légendes d’un peuple », une série d’albums de chansons consacrés à la francophonie, de la Nouvelle-France à nos jours. Sont parus depuis, cinq tomes sous forme de livres-disques, une bande dessinée, un album Collectif de ses chansons de Légendes d’un peuple. Alexandre souhaite ainsi rendre accessible au plus large public, l’histoire des hommes et des femmes qui ont défendu et fondé la Franco-Amérique.

## Mon cœur pleure  pas mes yeux Discographie
- 2005 : Piège à con
- 2007 : Demain... la peur
- 2010 : Des fantômes, des étoiles
- 2012 : Légendes d'un peuple : Tome 1
- 2012 : Légendes d'un peuple : Tome 2
- 2013 : Légendes d'un peuple : Tome 3
- 2014 : Légendes d'un peuple : Le Collectif
- 2016[1] : Légendes d'un peuple : Tome 4
- 2016 : Légendes d'un peuple : Tome 5